# Lovelite Detenamo
Lovelite Chrissa Detenamo (ur. 22 grudnia 1993) – nauruańska lekkoatletka, sprinterka.
W czerwcu 2007 roku, w wieku 13 lat, wystartowała w jednych z pierwszych zawodów na międzynarodowej arenie. Były to zawody pod nazwą Tri-rigger Championships 2007, w których rywalizowali tylko lekkoatleci z Nauru i Kiribati. Detenamo wystartowała w czterech konkurencjach, w każdej zdobywając medale. W biegu na 800 metrów zwyciężyła z czasem 2:47,8, który był tylko nieznacznie gorszy od rekordu kraju Damaris Porte. W biegu na 400 metrów zdobyła srebrny medal, osiągając czas 1:09,5. Zwyciężyła też w dwóch żeńskich sztafetach.
Uczestniczyła w mistrzostwach świata juniorów młodszych w lekkoatletyce, które odbyły się w Tyrolu Południowym w 2009 r. Wystartowała na dystansie 100 m; uzyskawszy czas 13,32 s, zajęła ostatnie, ósme miejsce w biegu eliminacyjnym. Do zwyciężczyni – Jordan Clark – straciła ponad 1,5 s (11,74 s). Uzyskany wynik nie pozwolił jej na awans do dalszej rywalizacji.
Rok później wystartowała w mistrzostwach świata juniorów w lekkoatletyce w Moncton w Kanadzie.  Wystartowała w biegu na 100 m. W zawodach, które odbyły się w dniu 20 lipca, Detenamo uzyskała czas 12,75 s, co dało jej ostatnie, szóste miejsce w biegu eliminacyjnym i tym samym nie pozwoliło jej to na dalszą rywalizację.
W 2010 r. wystartowała także w igrzyskach olimpijskich młodzieży w Singapurze. W dniu 18 sierpnia wzięła udział w biegu eliminacyjnym na 100 m, gdzie zajęła czwarte miejsce, z czasem 13,04. Ten wynik pozwolił jej tylko na występ w Finale C, gdzie nie wystartowała.
W następnym roku (2011) wystartowała na dystansie 100 m w mistrzostwach świata w lekkoatletyce w Daegu. W dniu 27 sierpnia w preeliminacjach pokonała tę odległość w czasie 12,63 s, czym ustanowiła nowy rekord życiowy (zajęła trzecie miejsce w swoim biegu). Pozwoliło jej to na awans do eliminacji, w których uzyskała czas 12,51 s, poprawiając po raz drugi swój rekord życiowy na tych mistrzostwach. Mimo tego nie awansowała do dalszej fazy zawodów.
W dniu 10 marca 2012 r. Detenamo wystartowała w halowych mistrzostwach świata, które odbywały się w stolicy Turcji Stambule. Wystąpiła wówczas na dystansie 60 m, uzyskując czas 8,04 s, co dało jej rekord kraju. Był to jednakże dopiero siódmy wynik tego biegu i nie pozwolił jej na dalszą rywalizację.
Pomyślnie dla Detenamo zakończyły się mistrzostwa Oceanii w 2012. Pobiegła wówczas na dystansie 100 m. W eliminacjach uzyskała czas 12,49 s, co dało jej drugi wynik biegu (lepsza była Elenoa Sailosi z Fidżi z czasem 12,38 s). To pozwoliło jej na awans do półfinałowego biegu, w którym pokonała tę odległość w czasie 12,36 s (pierwsze miejsce). Wynik ten pozwolił na awans do finału, który wygrała z czasem 12,28 s, bijąc rekord życiowy i kraju. Tym samym została mistrzynią Australii i Oceanii kobiet na dystansie 100 m.
W 2012 r. Detenamo wystartowała także w mistrzostwach świata w lekkoatletyce juniorów, które tym razem odbyły się w Barcelonie. Wystartowała na dystansie 100 m, na którym uzyskała przedostatni (szósty) czas w swoim biegu – 12,75 s. Ten rezultat nie pozwolił nauruańskiej sprinterce na dalszą rywalizację.

## Wyniki
- Bieg na 60 metrów – 7,94 (8 marca 2014) – rekord Nauru[12][13][14]
- Bieg na 100 metrów:
  - 2009 – 13,32 (8 lipca 2009)
  - 2010 – 12,75 (20 lipca 2010)
  - 2011 – 12,51 (28 sierpnia 2011)
  - 2012 – 12,28 (29 czerwca 2012) – rekord Nauru[12][13][14]
- Bieg na 200 metrów – 25,96 – rekord Nauru[12][13][14]